# Victor Mair
Victor Henry Mair (/mɛər/ ; né le 25 mars 1943) est un sinologue américain né dans le village de East Canton, en Ohio, aux États-Unis. Il est professeur de chinois à l’Université de Pennsylvanie.

## Biographie et carrière
Victor H. Mair fait ses études au Dartmouth College, où il est membre de l’équipe masculine de basketball. Il obtient un B.A. en 1965, puis il rejoint le Corps de la paix et sert pendant deux ans au Népal.
Après avoir quitté le Corps de la Paix en 1967, Mair retourne aux États-Unis et suit le programme d’Études bouddhiques de l’Université de Washington, où il commence à étudier le bouddhisme, le sanskrit et le tibétain classique. En 1968, il obtient la bourse « Marshall Scholarship » et intègre l'École des études orientales et africaines de l’Université de Londres pour étudier davantage le chinois et le sanskrit. Il est diplômé d'un B.A. en 1972 et d'un M.D. en 1974. Il poursuit ses études doctorales en chinois à l’Université Harvard sous la direction du chercheur néo-zélandais Patrick Hanan (en). Il obtient son PhD en 1976. Sa thèse de doctorat, intitulée « Popular Narratives From Tun-huang », est une étude et une traduction de la littérature populaire découverte parmi les manuscrits de Dunhuang.
Après avoir complété son doctorat, Victor Mair devient professeur adjoint à Harvard et y enseigne pendant trois ans. En 1979, il quitte Harvard pour rejoindre le corps enseignant de l’Université de Pennsylvanie, où il enseigne toujours. Il est aussi le fondateur et l’éditeur des Sino-Platonic Papers (en), une revue scientifique sur la linguistique et la littérature de Chine, d’Asie de l’Est et d’Asie centrale. Parmi ses travaux remarquables, Victor Mair est l'éditeur de la « Columbia History of Chinese Literature (en) », de la « Columbia Anthology of Traditional Chinese Literature », et de la série « Cambria Sinophone World Series » (Cambria Press). Son livre coécrit avec Miriam Robbins Dexter et publié par Cambria Press, « Sacred Display : Divine and Magical Female Figures of Eurasia », est distingué du prix Saraswati Samman de la meilleure œuvre non-romanesque dans la catégorie Femmes et mythologie.